# Halobaena

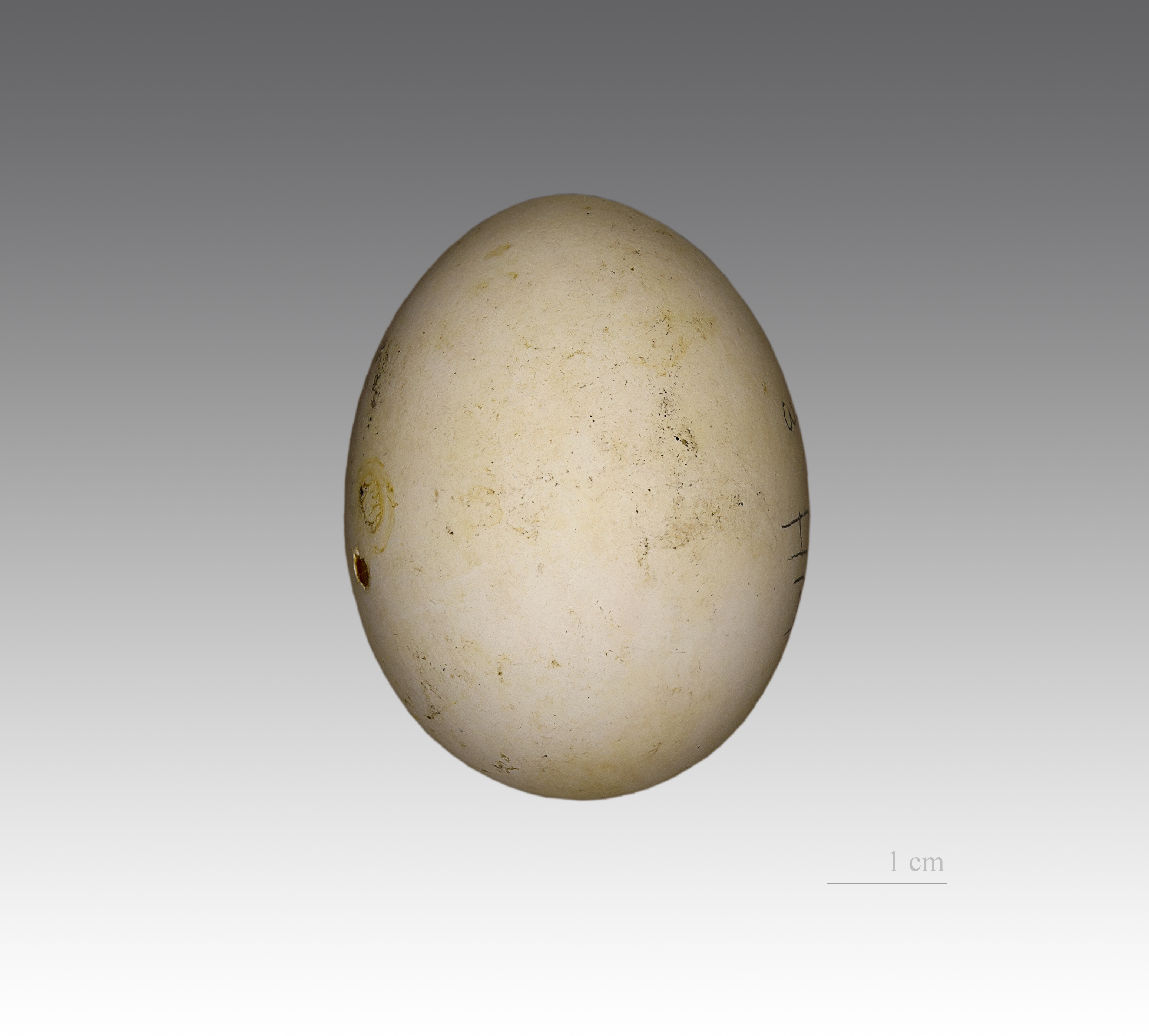
Halobaena caerulea

Halobaena is een geslacht van vogels uit de familie stormvogels (Procellariidae). Het geslacht telt één soort.

## Soorten
- Halobaena caerulea – Blauwe stormvogel